# Ай-Петрі. Крим

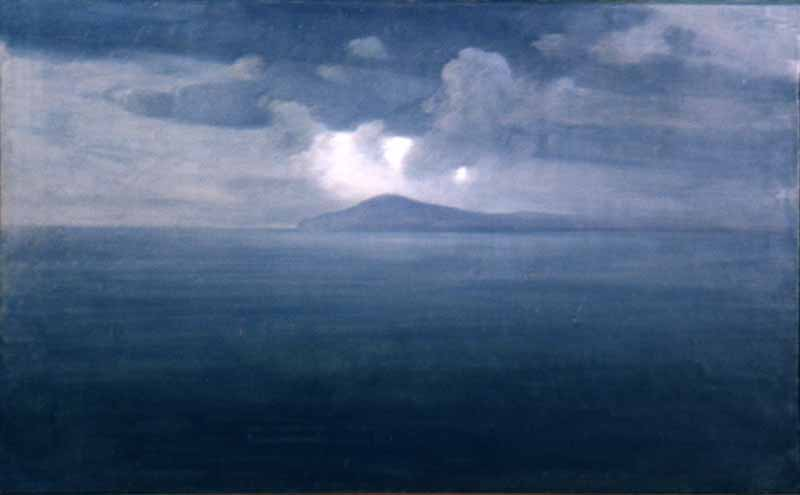
«Сутінки на морі». Крим (1890–1900)

«Ай-Петрі. Крим» — картина українського художника Архипа Куїнджі (1841/1842–1910), написана в 1890-х (точна дата не встановлена, раніше час її створення відносили до 1898–1908). Є частиною зібрання Державного Російського музею (інв. Ж-1532). Розмір — 39 × 53 см.
У січні 2019 викрадена з тимчасової виставки художника у Державній Третьяковській галереї. Після оперативних дій поліції була знайдена і повернена.

## Історія і опис
Куїнджі не раз бував у Криму, а 1886 року придбав частину колишнього маєтку генерала Феодосія Ревеліоті. Також у нього був маєток в Алупці і дача в балці Тартір. У Криму багато працював на природі, малюючи пейзажі півострова. У 1874–1898 роках створив кілька десятків робіт, серед яких «Лов риби на Чорному морі», «Морський берег. Вид на гору Демерджі», «Крим. Ялта», «Соняшники», «Прозора вода», «В Криму» та багато інших, у тому числі й «Ай-Петрі». Точний час створення цієї картини невідомо: відповідно до сучасних каталогів, її відносять до 1890-х років. Ай-Петрі — одна з гір масиву, розташованого поблизу Ялти, її силует — один із символів Криму.
У цій роботі Куїнджі використав відтінки синього кольору, створюючи ефект «колірної розтяжки» — плавного переходу від синьо-чорних хвиль біля підніжжя гори до світлих напівпрозорих небес. До цього ж періоду відноситься й інша картина, виконана у схожій колірній гамі — «Сутінки на морі. Крим» (див. ілюстрацію).
1914 року московське Товариство художників імені Куїнджі планувало передати картину Маріупольському художньому музею, однак через початок Першої світової і громадянської війни передача цього твору не відбулася. Зараз полотно є частиною зібрання Державного Російського музею.

## Крадіжка
Від осені 2018 полотно знаходилося на тимчасовій виставці у Державній Третьяковській галереї в Москві. 27 січня 2019 року, в день народження Архипа Куїнджі, її викрали з виставкового залу. На очах у відвідувачів 32-річний Денис Чуприков зняв зі стіни картину, відніс за колону, там вийняв її з рами, а потім, не поспішаючи, пройшов із картиною до виходу і поїхав з нею на автомобілі. Така безцеремонна крадіжка з державного музею викликала широкий громадський резонанс. Подія порівнювали із сюжетом фільму «Старики-розбійники», герої якого також легко змогли винести з музею картину Рембрандта, виникли конспірологічні теорії і безліч жартів. Виставка Куїнджі, і до цього вкрай популярна, пережила сплеск відвідуваності.
Правоохоронним органам треба було кілька годин, щоб виявити і повернути картину. Викрадач був затриманий вранці наступного дня в орендованій квартирі у селищі Заріччя Одінцовського району Московської області. Картина була знайдена у тому ж селищі, у підвалі споруджуваного котеджу, де викрадач відповідав за підведення інженерних комунікацій. Злочинець був затриманий завдяки відбиткам пальців, які він залишив на рамі картини. Відбитки виявилися в картотеці, оскільки у грудні 2018 року Чуприков затримувався за зберігання наркотиків (ст. 228 КК РФ) і на момент крадіжки знаходився під підпискою про невиїзд. Крім того, за два місяці до цього він був притягнутий мировим судом до адміністративної відповідальності (штраф 1 000 руб.) за непокору поліцейським, які намагалися його доставити у відділення через агресію з приводу евакуації його автомобіля. Уродженець кримського міста Феодосія Чуприков — за освітою зварювальник і слюсар. Крадіжку, за його словами, зробив спонтанно, щоб розплатитися з боргами.
Мистецтвознавці оцінюють картину у 200 тисяч доларів США, за менш достовірними оцінками її вартість може доходити до 1 млн доларів США. Страхова вартість полотна на час транспортування і монтажу становила 12 млн рублів (приблизно 183 тис. доларів).

### Наслідки
Після знахідки картини директор департаменту музеїв Міністерства культури Владислав Кононов повідомив, що на думку експертів Російського музею, Державної Третьяковської галереї та Державного науково-дослідного інституту реставрації, стан картини не перешкоджає її короткотерміновому експонуванню за умови поміщення її під скло. Картина була повернута на виставку і пробула там до її завершення.
Після крадіжки Міністерство культури оголосило про проведення перевірки функціонування систем безпеки найбільших музеїв Росії, а адміністрація Третьяковської галереї заявила, що після інциденту музей буде оснащено спеціальними датчиками не тільки картини основної експозиції, а й тимчасові виставки.
11 лютого 2019 року директорці Третьяковської галереї Зельфірі Трегуловій у зв'язку з крадіжкою була оголошена догана з боку міністра культури Росії Володимира Мединського. Також з боку відомства було рекомендовано звільнити начальника служби безпеки, а також оголосити догани головному зберігачу, начальнику виставкового відділу, начальнику відділу музейних доглядачів, завсектором відділу музейних доглядачів і співробітникам служби безпеки.
Також Мінкультури оголошувало про рішення створити відділ безпеки, який буде курувати збереження музейних колекцій. Новий підрозділ розширить співпрацю з Росгвардією у виробленні єдиних стандартів і підходів у забезпеченні безпеки.

### Суд
Чуприков заарештований судом до 27 березня 2019 року, кримінальну справу порушено за ч. 2 ст. 164 КК РФ (розкрадання предметів, що мають особливу цінність, вчинене групою осіб за попередньою змовою). Чуприков визнав себе винним, зазначивши, що хотів привернути до себе увагу.
1 липня стало відомо, що матеріали кримінальної справи надійшли до Замоскворецького районного суду столиці. Під час попереднього розслідування у кримінальній справі були проведені дві психіатричні експертизи, які встановили осудність зловмисника у момент скоєння злочину. Була проведена комплексна мистецтвознавча судова експертиза, згідно з висновком якої вартість вкраденої картини оцінена майже в 20 мільйонів рублів.
22 липня в суді Чуприков відшкодував збитки і частково визнав провину.